# Benjamin Williams Crowninshield
Benjamin Williams Crowninshield (Salem, 27 dicembre 1772 – 3 febbraio 1851) è stato un politico statunitense.

## Biografia
Figlio di un capitano della marina mercantile, venne eletto alla Camera dei rappresentanti del Massachusetts nel 1811 e al Senato del Massachusetts nel 1812.
Fu il quinto segretario alla Marina statunitense dal 1815 al 1818 durante la presidenza di James Madison prima e nel corso della presidenza di James Monroe poi. Gestì la transizione verso la pace negli anni a seguito della guerra del 1812, implementando anche una Commissione e costruendo diversi vascelli, lo scheletro della nuova Marina. Supervisionò anche la strategia e la politica navale della seconda guerra barbaresca nel 1815.
Tra i suoi discendenti vi fu Charles Francis Adams III, che ricoprì la sua stessa carica di segretario alla Marina dal 1929 al 1933.

## Riconoscimenti
Il cacciatorpediniere USS Crowninshield (DD-134) deve a lui il suo nome.